# Jen Majura
Jennifer Majura Indrasen (Estugarda, 16 de junho de 1983), popular como Jen Majura, é uma musicista, cantora e compositora alemã. É mais conhecida como ex-guitarrista da banda de metal alternativo Evanescence.

## Carreira
Majura esteve envolvida com música desde os seis anos de idade, porém tem tocado profissionalmente desde 2000. Ela também cofundou uma escola de música juntamente com seu sócio e músico Victor Smolski em Hamm, Alemanha no ano de 2007.
Ela ganhou notoriedade ao participar da canção "Lord of the Flies" do Rage em 2008, embora já havia se apresentado ao vivo com a banda em turnês internacionais desde 2006. No ano seguinte, ela fundou um grupo cover do AC/DC intitulado Black Thunder Ladies, onde atuou como guitarrista e vocalista de apoio.
Mais tarde em 2012, ela se juntou à banda Knorkator como guitarrista, onde permaneceu até 2014. Nesse mesmo ano ela se tornou baixista do grupo Equilibrium, colaborando com o conjunto até 2015.
Em 7 de agosto de 2015, um comunicado emitido pela banda Evanescence anunciou a saída do guitarrista Terry Balsamo e sua substituição por Majura. Ela lançou com o grupo os álbuns Synthesis (2017) e The Bitter Truth (2021), além de um álbum ao vivo. No entanto, sua saída da banda foi anunciada em 21 de maio de 2022.
Em março de 2023, Majura foi anunciada como guitarrista do supergrupo de metal alternativo How We End, que inclui ainda outros músicos com passagem em bandas como Nervosa, Amaranthe e Primal Fear. E paralelamente aos seus trabalhos com bandas de metal, ela já lançou dois álbuns solo voltados ao estilo hard rock.
Majura anunciou sua aposentadoria da indústria musical em 11 de junho de 2025.

## Vida pessoal
Majura é filha do músico Chutichai Indrasen, que atuou como baixista da banda alemã Kiz na década de 1980. Ela também tem descendência tailandesa e alemã, e atualmente reside na cidade de Colônia, além de lecionar aulas de guitarra em sua escola de música ocasionalmente.

## Discografia

### Solo
- Jen Majura (2015)
- Inzenity (2017)

### Black Thunder Ladies
- First Take (2012)

### Knorkator
- We Want Mohr (2014)

### Evanescence
- Synthesis (2017)
- The Bitter Truth (2021)

### Something on 11
- Something on 11 (2020)

### Participações
| Ano  | Artista                 | Álbum                                   | Faixa                                    | Nota              |
| ---- | ----------------------- | --------------------------------------- | ---------------------------------------- | ----------------- |
| 2006 | RAKS                    | International Groove Live               | (Múltiplas faixas)                       | Guitarra e vocais |
| 2007 | Nuclear Blast All-Stars | Nuclear Blast All-Stars: Into the Light | "Death Is Alive" (part. Mats Leven)      | Vocais            |
| 2008 | Rage                    | Carved in Stone                         | (Múltiplas faixas)                       | Vocais            |
| 2009 | Rage                    | Gib dich nie auf                        | "Lord of the Flies (Orchestral Version)" | Vocais            |
| 2010 | Rage                    | Strings to a Web                        | (Múltiplas faixas)                       | Vocais            |
| 2010 | Blind Guardian          | "A Voice in the Dark" (single)          | (Múltiplas faixas)                       | Vocais            |
| 2010 | Blind Guardian          | At the Edge of Time                     | (Múltiplas faixas)                       | Vocais            |
| 2013 | Moderate Pace           | Holy Shit                               | (Múltiplas faixas)                       | Vocais            |
| 2016 | And Then She Came       | And Then She Came                       | "Spit It Out"                            | Guitarra          |
| 2016 | Nothgard                | The Sinner's Sake                       | "Draining Veins" "Sin Eater"             | Vocais            |
| 2016 | Adrian Weiss            | Criminal Record                         | "Completely Cut Loose"                   | Guitarra          |
| 2017 | Wolfpakk                | Wolves Reign                            | "Mother Earth"                           | Guitarra          |
| 2017 | Panzerballett           | X - Mas Death Jazz                      | (Múltiplas faixas)                       | Vocais            |
| 2018 | Ally the Fiddle         | Up                                      | "Try to Stop Me"                         | Guitarra          |
| 2018 | Alen Brentini           | Black Tears                             | "Destroy What Destroys You"              | Vocais            |
| 2018 | Nothgard                | Malady X                                | (Múltiplas faixas)                       | Vocais            |
| 2019 | SEVI                    | Follow Me                               | "To Hell and Back"                       | Guitarra          |
| 2019 | Elena Seagalova         | Zero Point                              | "Alone"                                  | Guitarra          |
| 2020 | Cellogram               | "Shadow of the Bells" (single)          | "Shadow of the Bells"                    | Guitarra          |
| 2022 | Lindsay Schoolcraft     | "New World" (single)                    | "New World" (part. Fabienne Erni)        | Guitarra          |